# Peditata
La cohort peditata (en llatí, cohors peditata) va ser un cos de tropes auxiliars de l'exèrcit romà, composta només d'infanteria, a diferència de la cohort equitata. Podia estar composta de 500 militars (quingenaria) o d'aproximadament 1.000 (milliaria).
Estaven compostos per infanteria principalment provincial (en la condició de peregrini), els quals servien durant 25 anys, i acabaven obtenint un diploma militar o un altre premi (diners o terrenys, com si fos una pensió de l'actualitat), la ciutadania romana i el dret de casar-se. Durant el seu servei, rebien una paga (estipendi) del voltant de 150 denaris (menys que un legionari, que en cobrava 225). Tot i que Juli Cèsar els havia fet servir durant la conquesta de la Gàl·lia, la seva organització, tal com s'ha transmès, es remunta a la reforma que volia August del sistema militar romà sencer.